# San Francesco d'Assisi a Ponte Sisto

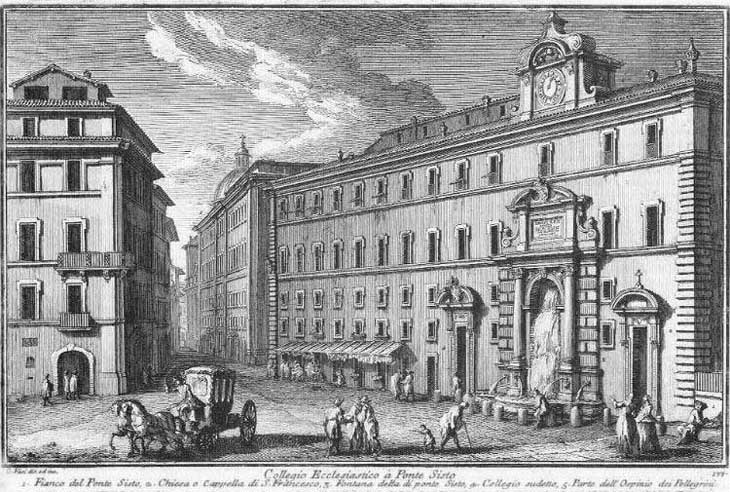
Nesta gravura de Giuseppe Vasi (1759), os portais do albergue e da igreja ladeiam a Fontanone dei Cento Preti, que foi reinstalada na Piazza Trilussa, do outro lado da ponte.

San Francesco d'Assisi a Ponte Sisto, conhecida também como San Francesco dei Mendicanti e San Francesco d’Assisi a Regola, era uma igreja de Roma que ficava localizada onde hoje está o Lungotevere dei Vallati, no rione Regola, do lado leste da extremidade norte da Ponte Sisto. Era dedicada a São Francisco de Assis. A estrutura foi demolida em 1879 para permitir a construção da muralha de contenção (muraglioni) do rio Tibre e das novas vias rodoviárias marginais (lungotevere).

## História

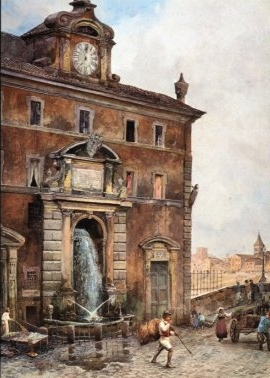
Aquarela de Ettore Roesler Franz (c. 1880) da igreja e da Fontanone dei Cento Preti.

Em 1586, o papa Sisto V contruiu o Ospizio dei Mendicanti, um albergue para mendigos e peregrinos, nas imediações da Ponte Sisto sob o comando da Ordem de Malta. Na mesma época, foi construída no local uma igreja dedicada a São Francisco com base num projeto de Domenico Fontana e sob a direção de Giacomo Mola. No século XVIII, a igreja e parte do albergue foram entregues para a Congregazione dei Cento Preti, que transformou a estrutura num hospital para seus padres. Em 1841, a Ordem transformou o complexo num hospital militar, onde, entre outros, trabalhou Vincenzo Pallotti.
Todo o complexo foi demolido em 1879 para permitir a construção do Lungotevere dei Vallati. O belíssimo teto em caixotões de madeira com o brasão de Sisto V foi preservado e instalado na igreja de Santa Caterina della Rota, onde ainda está.

## Descrição

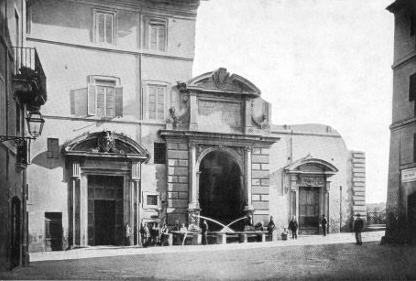
Imagem em 1879, logo depois da demolição da igreja.

O local onde estava a igreja hoje está ocupado pela calçada de pedestres do lado do rio do Lungotevere e mais a pista da via imediatamente ao lado. A linha da fachada é marcada pela extremidade oeste da faixa de pedestres no local, que continua a linha das fachadas dos edifícios do lado leste da Via dei Pettinari. 
O portal da igreja era coroado por um frontão segmentado com uma cruz. A igreja propriamente dita tinha uma planta retangular sem uma abside. O altar-mor abrigava uma pintura de Gaspare Celio representando "Os Estigmas de São Francisco de Assis". O altar do lado esquerdo era dedicado a Virgem Maria e tinha uma pintura de Nossa Senhora do Rosário de Terenzio d'Urbino. O da direita era dedicado a São João Batista, que era o padroeiro da Ordem de Malta. Além disto, a igreja também contava com uma pintura do papa Sisto V como fundador da congregação.